# 乐佛寺 (北京)
乐佛寺，位于北京市房山区中国房山世界地质公园十渡园区十一渡乐佛山景区，是一座汉传佛教寺院。

## 简介
房山区十渡前有座山，因为外形像弥勒佛，故称乐佛山。乐佛山对面山腰处有乐佛寺、观佛亭。原先的乐佛寺狭小且简陋。经过多年努力，21世纪初由北京市佛教协会、北京宗教局批准扩建。
2006年，有关部门为乐佛寺举行了宗教活动场所颁证仪式，乐佛寺正式恢复为宗教活动场所。